# Søren Kragh-Jacobsen
Søren Kragh-Jacobsen (Copenhaguen, 2 de març de 1947) és un director de cinema danès, a més de músic i compositor.
Va començar a ser conegut a Dinamarca com a músic. Va estudiar a l'escola de cinema de Praga i va tornar a Dinamarca on ha dirigit i escrit pel·lícules i produccions televisives. A més, és un dels cofundadors del moviment cinematogràfic Dogma 95. Actualment viu a Copenhaguen amb la seva dona i els seus dos fills.
Ha estat reconegut internacionalment amb premis com l'Os de Plata gran premi del jurat a Berlín 1999 de la Berlinale (per Mifune) o l'Emmy per L'illa de Bird Street

## Filmografia
- 2003 Skagerrak
- 1999 Mifune sidste sang (Mifune o Secrets en família)
- 1997 Øen i fuglegaden (L'illa de Bird Street)
- 1991 Drengene Fra Sankt Petri (Els nois de Sant Petri)
- 1988 Guldregn (Emma's shadow)
- 1983 Isfugle (Thundirbirds)
- 1981 Gummi-Tarzan (Rubber tarzan)
- 1978 'Vil du es min smukke navle? (Wanna see my beautiful navel?)

També ha dirigit anuncis i produccions televisives.